# Дендрарий Северного Арктического федерального университета
Дендрарий Северного Арктического федерального университета — дендрарий России с экспозицией различных растений. Расположен в центральной части города Архангельска на Набережной Северной Двины, рядом с главным корпусом САФУ. Объект историко-культурного и природного наследия — памятник природы. Структурное подразделение Северного Арктического федерального университета.
В саду представлено более 221 вид растений и 55 родов различных представителей флоры.

## История и работа сада
Как и полярно-альпийский ботанический сад в Мурманской области, а также Дендропарк Исландии, Дендрологический сад Северного (Арктического) федерального университета считается старейшим интродукционным пунктом на Европейском Севере. Сад создан в 1934 году на площади 1.6 гектар по решению Ученого совета Архангельского лесотехнического института. Создание и становление дендросада целиком и полностью заслуга доктора сельскохозяйственных наук И. М. Стратоновича.
Около 300 образцов различных растений из самых разных географический территорий планеты испытано в данном парке.
217 видов, естественного произрастающих в Центральной Европе, в Северной Америке, на Алтае, в Сибирина Дальном Востоке, в Средней Азии, Японии и Китае прижились в этом дендропарке. 190 видов флоры цветут и дают семенной фонд, именно из них выращено не одно поколение.
Наиболее распространенными являются такие семейства, как жимолостные и розоцветные. По количеству видов многочисленными здесь являются: жимолость, боярышник, яблоня, сирень и др.
Очень мало представлено в дендропарке пород местной флоры, которые бы пригодились для озеленения населённых пунктов области.
Различные части дендропарка отличаются по климатическим условиям, для этого созданы специальные условия с использованием дополнительного теплового оборудования.
За 75 лет работы данной научно-практической базы были выполнены следующие задачи:
- 130 пород растений отобрано для практического использования, которые представляют интерес для озеленения;
- для каждого дендрологического и агроклиматического района предложен на выбор свой комплект насаждений интродуциентов;

Ознакомление с растительностью данного сада производится на экскурсиях, учебных практиках и даже в индивидуальном порядке.
В коллекции дендрария представлено 221 вид растений и 55 родов, здесь имеются представители 13 редких видов флоры Архангельской области.

## Охрана объекта
Охрана объекта осуществляется федеральным государственным автономным образовательным учреждением высшего профессионального образования «Северный (Арктический) федеральный университет имени М. В. Ломоносова».